# Eyalat de Bàssora
L'eyalat de Bàssora fou una de les entitats administratives de l'Imperi Otomà formada el 1546. La superfície era de 138741 km² i la població d'estimava el 1918 en 750.000 habitants (7865.600 al cens de 1920). Estava dividit en tres kades (Muntafik, Amarah i Bàssora). Fou creat com a beglerbegi el 1546 i transformat en eyalat el 1591. Amb la reforma administrativa del 1864 l'entitat va adoptar el nom de wilayat. Com a wilaya fou una divisió administrativa de l'Iraq del 1921 a vers el 1945 quan les tres kades (districtes) van esdevenir províncies (liwa).

## Història
Del 1534 al 1546 el governant àrab de Bàssora va pagar al paixà de Bagdad un tribut. La regió de Bàssora tenia poc interès pels otomans per ser llunyana, estar amenaçada pels nòmades àrabs i rodejada de maresmes; la governava el cap àrab Rashid ibn Mughadam que fins aleshores era vassall safàvida. Quan el 1546 el xeic de Bàssora va tenir actuacions massa independents els otomans hi van enviar dues expedicions que van restablir una certa autoritat del sultà.
Un intent d'independència es va produir amb la dinastia de paixes coneguda com al-Afrasiyab (1612-1668) que van permetre l'establiment de factories europees (portugueses, holandeses, britàniques) i van facilitar l'arribada de les seves flotes amb un notable desenvolupament del comerç. El 1624 els portuguesos van ajudar a rebutjar un atac safàvida a la ciutat i els perses van amenaçar la ciutat entre 1623 i 1638. Els al-Afrasiyab van haver de lluitar contra accions armades del paixà de Bagdad, amenaces del xa safàvida, intrigues de rivals locals i de les tribus Huwayza i Muntafik, i els estralls d'una pesta. En endavant l'autoritat otomana hi fou més efectiva
El 1697 els perses la van ocupar fins al 1701. Nadir Shah de Pèrsia va atacar la ciutat i la va assetjar; quan es va retirar el territori va estar per un temps quasi fora del control otomà.
Del 1750 al 1850 va ser incorporat al wilayat d'Iraq sota governadors subordinats a Bagdad (mutasallim). A partir del 1749 va exercir un dels millors governadors, Abu Layla, i a partir del 1765 el més important, Sulayman el Gran. Del 1776 al 1779 va estar sota ocupació de Sadik Khan, germà de Karim Khan Zand. El 1798 Bàssora fou amenaçada per la flota del sultà de Mascat. Aquesta presència va ser aprofitada per alguns per buscar el seu suport per obtenir el govern local, especialment el 1825. L'administració es va començar a modernitzar el 1831 després de la gran pesta que va contaminar el port i va portar el desordre més absolut a la ciutat; els otomans van agafar el control del govern i va quedar en mans dels egipcis el 1832 fins al 1842; en aquest temps encara els Banu l-Muntafik constituïen un problema, que va augmentar quan el 1849 va assolir el comandament de la tribu el seu gran cap Sadun.. Després del 1850 fou restablerta com a capital d'un wilayat.
La segona meitat del segle xix fou un període de desenvolupament i va augmentar la seguretat. El desembre del 1914 els britànics van entrar al wilayat; van ocupar Bàssora el 29 d'abril de 1916. El wilayat va quedar completament ocupat el març del 1917. Tot l'Iraq va quedar ocupar el 30 d'octubre de 1918 i el 10 de gener de 1919 es va establir l'administració provisional britànica amb Sir Arnold Talbot Wilson. L'1 d'octubre de 1920 va prendre possessió l'alt comissari britànic Sir Percy Zachariah Cox i el wilayat fou concedit als britànics com a mandat 11 de novembre de 1920 i unit a altres dos mandats es va formar (23 d'agost de 1921) el regne d'Iraq.

## Walis de Bàssora
- Raixid ibn Mughadam (o Mughamis) 1534-1546
- Informació no coneguda 1546-1612
- Afrasiyab I 1612-1625
- Ali Paixà 1625-1652
- Husayn Paixà 1652-1654
- Ahmed Paixà 1654
- Murtada Paixà de Bagdad 1654-1655
- Husayn Paixà (restaurat) 1654-1666, regent 1666-1668
- Afrasiyab II 1666-1668
- Informació no coneguda 1668-1684
- Sari Abdi Paixà 1684 - 1685
- Gümrükçü Huseyin 1685 - 1686?
- Sohrabli Ahmed Paixà 1687 - 1688
- Sari Abdi Paixà (segona vegada) 1688
- Egricelioglu Halil Paixà 1688 - 1689
- Osman Paixàzade Ahmed 1689 - 1690
- Kahya Hasan Paixà 1690 - 1691
- Salt Ahmed Paixà 1691 - 1692
- Bezirgan Halil Paixà 1692/1693
- Beyzade Ali 1693
- Bezirgan Halil 1693-1694
- Kahya Hasan Paixà 1695 - 1697
- Informació no coneguda 1697-1699
- Ibrahim Khan 1699 - 1700 (governador persa)
- Beyzade Ali 1700
- Daud Khan 1700 - 1701 (governador persa, mort el 1701)
- Yegen Ali Paixà?
- Ascioglu Ali ?
- Informació no coneguda 1701-1721
- Ahmed Paixà 1721 - 1724
- Informació no coneguda 1724 - 1727
- Mehmed Paixà 1727 - 17?
- Informació no coneguda 1728-1750

### Mutassarifs (subgovernors depedents de Bagdad)
- Sulayman Paixà Abu Layla 1750 - 1761 (governador de Bagdad)
- Ali Agha Kethoda 1761 - 1762 (governador de Bagdad)
- Umar Paixà 1762-1764 (governador de Bagdad)
- Mahmud Paixà 1764 - 1765
- Sulayman Agha 1765 - 1768 (Sulayman el Gran)
- Abderrahman Agha 1768
- Sulayman Agha (segona vegada) 1768 - 1769
- Yusuf Agha 1769 - 1771
- Sulayman Agha (tercera vegada) 1771 - 1773
- Yusuf Agha (segona vegada) 1773 - 1774
- Sulayman Agha (quarta vegada) 1774 - 1776
- Sadiq Khan Zand (ocupació persa) 1776 - 1779
- Sulayman Agha (cinquena vegada) 1779
- Información no coneguda 1779 - 1785
- Mustafa Agha 1785 - 1787
- Tuwayni Paixà 1787
- Mustafa Agha (segona vegada) 1787 - 1789
- Informació no coneguda 1789-1809
- Selim Agha ? - 1810
- Ahmed Bey 1810 - 1811
- Informació no coneguda 1811- 1832
- Governadors egipcis (noms no coneguts) 1832-1842
- Gürcü Mehmed Nagib Paixà 1842 - 1849 (governador de Bagdad i Bàssora)
- Muchir Abdul Karim "Abdi" Paixà (o Çirpanli Abdulkerim Nadir Paixà) 1849 - 1850 (governador de Bagdad i Bàssora)

## Walis de Bàssora
- Masuq Paixà 1850 - 185?
- Habib Paixà 185? - 1862
- Konyali Mehmed Namiq Paixà (governador de Mossul, Bagdad i Bàssora) 1862-1868
- Muderriszade Mehmed Taqieddin Paixà 1868-1869 (governador de Mossul Bagdad i Bàssora)
- Hafiz Ahmed Midhat Shefik Paixà 1869 - 1871 (governador de Mossul, Bagdad i Bàssora)
- Mehmed Rauf Paixà 1871 - 1873 (governador de Mossul, Bagdad i Bàssora)
- Bursali Mehmed Radif Paixà Topal 1873 - 1875 (governador de Mossul, Bagdad i Bàssora)
- Müntefik Mehmed Nasir Paixà 1875 - 1877
- Babanli Abdullah Musib Paixà 1877 - 1879
- Zabit Paixà 1879 - 1880
- Muderriszade Mehmed Taqieddin Paixà 1880 - 1882 (governador de Bagdad i Bàssora)
- Huseyin Fevzi Paixà 1882 - 1884 (governador de Bagdad i Bàssora)
- Salih Paixà 1884
- Ali Riza Paixà (interí) 1884 - 188?
- Mudurnulu Mehmed Nafiz Paixà 1887 - 1888
- Shaban Paixà 1888 - 1889
- Hidayat Paixà 1889 - 1892 (mort el 1892)
- Hafiz Mehmed Paixà 1893
- Mehmed Hamdi Paixà 1893 - 1896
- Mehmed Arif Paixà 1896 - 1898
- Enis Paixà 1898 - 1899
- Salih Hamdi Paixà 1899 - 1900
- Mehmed Muhsin Paixà 1900 - 1902
- Mustafa Nuri Paixà 1902 - 1906
- Abdurrahman Hasan Bey 1906 - 1908
- Muharram Efendi 1908 - 1908
- Mardine Mehmed Arif Bey 1909
- Sulayman Nazif Bey 1909 - 1910
- Kavurzade Huseyin Celal Bey 1910 - 1911
- Bagdali Hasan Riza Paixà 1911 - 1912
- Malik Efendi 1912 - 1913
- Ali Riza Paixà 1913
- Alaeddin Bey Altaz 1913
- Izzet Paixà 1913
- Söylemezoglu Süleyman Sefik Paixà 1913 - 1914
- Subhi Bey 1914 - 1914
- Sulayman Askari Paixà 1914 - 1916
- Khalil Paixà 1916 - 11 de març de 1917